# Вулиця Боровиковського (Київ)
Ву́лиця Боровико́вського — вулиця в Оболонському районі міста Києва, місцевість Пріорка. Пролягає від Вишгородської до тупика.

## Історія
Вулиця виникла у XIX столітті, мала назву Курячий брід, від однойменного струмка, біля якого виникла (тепер — у колекторі). Сучасна назва на честь українського та російського художника Володимира Боровиковського — з 1952 року.
Забудова переважно 1970-х — 80-х років.

## Установи та заклади
- Дошкільний навчальний заклад № 234 «Вогник» (буд. № 2/10)